# Theridion crucum
Theridion crucum är en spindelart som beskrevs av Claude Lévi 1959. Theridion crucum ingår i släktet Theridion och familjen klotspindlar. Inga underarter finns listade i Catalogue of Life.